# Костёр полевой
Костёр полевой (лат. Bromus arvensis) — вид травянистых растений рода Костёр (Bromus) семейства Злаки (Poaceae).

## Ботаническое описание
Однолетние травянистые растения с прямостоячими или при основании восходящими гладкими стеблями 30—80 см высотой. Листья линейные, плоские, по большей части вместе с влагалищами более или менее густо покрытые тонкими волосками, 3—7, реже до 10 мм шириной. Язычок обыкновенно разорванный; около 2 мм длиной.
Метёлка раскидистая, с длинными и тонкими, вверх обращёнными, реже нижними почти горизонтально отклонёнными, шероховатыми ветвями, отходящими от оси соцветия по 5—7 вместе и несущими по 5—10 колосков; она в начале прямая, затем несколько отклонённая, 15—25 см длиной и 4—8 см шириной. Колоски линейно-продолговатые, к верхушке несколько суженные, зеленоватые или фиолетово-покрашенные, 5—10-цветковые, 15—25 мм длиной и 4—5 мм шириной. Колосковые чешуйки голые, по краям плёнчатые; из них нижняя ланцетовидная, с 3 жилками, на ⅓ короче и вдвое уже верхней продолговато-яйцевидной и коротко-заострённой, с 5—7 жилками, которая 6—8 мм длиной и 2,5—3 мм шириной. Наружная прицветная чешуйка продолговато-эллиптическая, к верхушке суженная и на кончике коротко 2-зубчатая, голая, с 7 жилками, 8—9 мм длиной и 3 мм шириной, снабженная шероховатой прямой или мало отклонённой остью, 6—10 мм длиной, выходящей из основания зубчиков; внутренняя прицветная чешуйка линейно-продолговатая, по килям ресничатая, почти одинаковой длины или немного короче и вдвое уже наружной. Пыльники линейные, 3—4 мм длиной. Зерновка бурая, продолговато-эллиптическая, в нижней части заострённая, на верхушке тупая, 6—7 мм длиной и 1,5 мм шириной. 2n=14.

## Распространение и экология
Евразия. Встречается как сорное растение на полях, у дорог, в населённых пунктах, иногда на лугах.

## Синонимы
- Avena arvensis (L.) Salisb.
- Bromus billotii F.W.Schultz
- Bromus fragilis Schur
- Bromus hyalinus Schur
- Bromus mollissimus Hornem.
- Bromus multiflorus Weigel
- Bromus parviflorus Desf.
- Bromus phragmitoides Nyár.
- Bromus polymorphus Steud.
- Bromus polystachyus Steud.
- Bromus segetalis (H.Scholz) Landolt
- Bromus spiculitenuata Knapp
- Bromus splendens Velen.
- Bromus ventolana Schleich. ex Steud.
- Bromus versicolor Pollich
- Bromus verticillatus Cav.
- Forasaccus arvensis (L.) Bubani
- Serrafalcus arvensis (L.) Godr.
- Serrafalcus billotii (F.W.Schultz) Rouy
- Serrafalcus duvalii Rouy
- Serrafalcus verticillatus (Cav.) Amo

и другие.